# Thomas Benjamin Cooray
Thomas Benjamin Cooray, OMI (língua cingalesa: තෝමස් බෙන්ජමින් කුරේ) (28 de dezembro de 1901 - 29 de outubro de 1988) foi um cardeal cingalês da Igreja Católica Romana que serviu como arcebispo de Colombo de 1947 a 1976 e foi elevado ao cardinalato em 1965 pelo Papa Paulo VI.
Sua causa de canonização começou em 2010 e ele foi agraciado com o título de Servo de Deus.

## Biografia

### Primeiros anos de vida e sacerdócio
Thomas Benjamin Cooray nasceu em Negombo, em uma família pobre, como um dos cinco filhos de Jayalath Aratchige Jacob Cooray e Jayasinghe Aratchige Margarite Silva. Ingressou nos Oblatos de Maria Imaculada em 1925. Estudou no Seminário Santo Luís, em Borella; no Colégio São José, em Colombo; no Colégio Universitário, em Colombo; e no Angelicum, em Roma, onde obteve o doutorado em filosofia.
Ordenado em 23 de junho de 1929, Roma. Estudos posteriores, Roma, 1929-1931. Exerceu seu ministério na Arquidiocese de Colombo a partir de 1931, no trabalho pastoral e missionário. Lecionou no St. Joseph's College e, por fim, tornou-se reitor do Seminário dos Oblatos no Sri Lanka.

### Episcopado
Em 14 de dezembro de 1945, Cooray foi nomeado Arcebispo Coadjutor de Colombo e Arcebispo Titular de Preslavus pelo Papa Pio XII. Ele recebeu sua consagração episcopal em 7 de março de 1946, na Catedral de Santa Luzia de Colombo, do Arcebispo Leo Kierkels, delegado apostólico na Índia e no Ceilão, com Edmund Peiris, OMI, bispo de Chilaw, e Bernardo Regno, OSB, bispo de Kandy, servindo como co-consagradores. Seu lema episcopal era Ministrare non ministrari.
Cooray sucedeu o falecido Jean-Marie Masson, OMI, como arcebispo de Colombo em 26 de julho de 1947. Assistente no Trono Pontifício em 16 de maio de 1954. Como o primeiro chefe local da sé, durante seu mandato, ele "favoreceu um diálogo respeitoso com os budistas e com outros cristãos". De 1962 a 1965, ele participou do Concílio Vaticano II, no qual apoiou o grupo tradicionalista Coetus Internationalis Patrum.

### Cardinalato e morte
O Papa Paulo VI criou-o Cardeal-presbítero no consistório de 22 de fevereiro de 1965, recebendo o barrete vermelho e o título de Santi Nereo e Achilleo em 25 de fevereiro de 1965. Cardeal Cooray participou da Primeira Assembleia Ordinária do Sínodo dos Bispos, 1967; da Primeira Assembleia Extraordinária do Sínodo dos Bispos, 1969; da Segunda Assembleia Ordinária do Sínodo dos Bispos, 1971; da Terceira Assembleia Ordinária do Sínodo dos Bispos, 1974. Renunciou ao governo pastoral da arquidiocese em 2 de setembro de 1976. Ele foi um dos cardeais eleitores que participaram dos conclaves de agosto e outubro de 1978, que selecionaram os papas João Paulo I e João Paulo II, respectivamente, e o primeiro cingalês a participar da eleição de um papa.
Cardeal Cooray morreu aos 86 anos, em Tewatta Ragama. Ele está enterrado na cripta da Basílica de Nossa Senhora de Lanka, Tewatta, cuja conclusão ele supervisionou.

### Causa da beatificação
Em 29 de outubro de 2010, o Arcebispo Albert Malcolm Ranjith Patabendige Don de Colombo anunciou que o processo de canonização do Cardeal Cooray foi oficialmente aberto. Logo em seguida, em 22 de novembro de 2010, a Congregação para as Causas dos Santos deu o Nihil obstat para a causa por virtudes heróicas, tornando-o assim Servo de Deus.